# Karl Theodor von Dalberg
Karl Theodor Anton Maria von Dalberg, född 8 februari 1744 i Mannheim, död 10 februari 1817 i Regensburg, var friherre, ärkekansler, katolsk ärkebiskop av Mainz. Han var bror till Wolfgang von Dalberg.

## Biografi
Karl Theodor var son till Franz Heinrich von Dalberg, hovman och ståthållare i Worms. Efter att ha studerat kanonisk rätt inträdde han i kyrkan, blev 1772 ståthållare i Erfurt varpå han steg ytterligare inom kyrkan; 1787 utnämndes han till koadjutor av Mainz och Worms, 1788 av Konstanz, och 1802 ärkebiskop av Mainz samt ärkekansler av Heliga romerska riket av tysk nation.
Som statsman utmärkte von Dalberg sig genom sin patriotiska framhållning, vare sig det gällde kyrkliga frågor där han lutade åt en febronianiansk syn på en tysk nationalkyrka, eller i hans strävan efter att övertala till att organisera sig i en effektiv tysk centralregering. När han misslyckades med detta vände han blickarna till Napoleon Bonapartes uppstigande stjärna, övertygad om att han i denne funnit den store man och mäktige ande som skulle regera världens öde, och den ende med kraft och styrka nog att rädda Tyskland från upplösning.
Fastän han tvingades ge upp Worms och Konstanz vid freden i Lunéville, behöll han furstendömet Aschaffenburg och vann stiftet Regensburg och grevskapet Wetzlar. När riket upplöstes sommaren 1806 avgick han formellt från posten som ärkekansler genom en skriftlig framställan till kejsar Frans II, och utsågs av Napoleon till primas (Fürstprimas) av Rhenförbundet. 1810, efter freden i Schönbrunn året dessförinnan, bildades storhertigdömet Frankfurt för hans räkning av hans territorier, dock kraftigt utökat fastän han förlorade Regensburg till Bayern.
Såsom präst kunde inte von Dalberg bygga upp en dynasti åt några arvingar eller tillförskaffa sig förläningar för några efterföljande generationer; såsom furste av Rhenförbundet och Napoleons underlydande föll han med Napoleon. När han avled 1817 hade han bara ärkebiskopssätet i Regensburg som besittning.
Dalberg var en lärd och vitter man och beskyddare av litteraturen, liksom personlig vän med Goethe, Schiller och Wieland.